# Autofrettage
Autofrettage is een productietechniek waarbij een leiding onder een enorme druk wordt gezet. Hierdoor wordt de binnenwand van de leiding plastisch vervormd waardoor er interne spanningen in het materiaal ontstaan. Het doel van autofrettage is om de levensduur van het product te verlengen. Het aanbrengen van interne drukspanningen in materialen kan ook de weerstand tegen spanningscorrosie vergroten. Deze techniek wordt veelal gebruikt bij de fabricage van hogedrukpompen, cilinders, scheeps- en tankkanonnen en commonrailsystemen van dieselmotoren.

De buis (a) wordt onder meer interne druk gezet dan de elastische limiet (b), waardoor een binnenste laag plastisch wordt vervormd (c).

Er wordt begonnen met een stalen buis met een diameter kleiner dan wat gewenst is. De buis wordt onder genoeg druk gezet om de binnendiameter zoveel op te rekken dat deze plastisch vervormt. Dat wil zeggen dat de binnendiameter niet naar zijn oorspronkelijke afmeting terugkeert. De buitendiameter zal ook opgerekt worden; deze blijft echter tijdens het oprekken binnen zijn elastische gebied en zal dus terug willen keren naar zijn oorspronkelijke afmeting. De reden dat dit mogelijk is, is dat de spanningsverdeling in het materiaal niet uniform is. De rek is evenredig met de drukspanning in het elastische gebied, daarom is de uitrekking in de buitenste lagen kleiner dan in de boring. Doordat de buitenlaag niet plastisch wordt vervormd zal deze altijd terug willen keren naar zijn oorspronkelijke staat, alleen zal dit niet lukken omdat de binnendiameter blijvend vervormd is. De binnendiameter wordt onder druk gezet door de buitendiameter, als een soort krimpverbinding. De volgende stap is het ontlaten van het materiaal door middel van hittebehandeling op een relatief lage temperatuur, waardoor de rekgrens op zijn minst de gebruikte autofrettagedruk aankan. Vervolgens kan de buis getest worden door hem onder druk te zetten, maar er moet wel op gelet worden dat de nieuwe rekgrens niet overschreden wordt.
Wanneer autofrettage wordt toegepast om de loop van een kanon te versterken, wordt er een loop met een kleinere diameter dan gewenst gebruikt. Er wordt vervolgens een doorn met een grotere diameter door de loop heen getrokken. De diameter van de doorn en de ontstane binnendiameter van de loop zijn vooraf berekend, waarbij rekening gehouden wordt met het terugkrimpen van het materiaal. Zo kan de benodigde diameter behaald worden.
Deze techniek wordt ook gebruikt om buisvormige componenten op te rekken die gebruikt worden onderin gas en oliebronnen. De methode is gepatenteerd door het van oorsprong Noorse bedrijf Meta. Zij gebruiken autofrettage om concentrische buizen met elkaar te verbinden en voor de beschreven materiaaleigenschappen die ontstaan.